# Ctenosaura bakeri
Ctenosaura bakeri är en ödleart som beskrevs av  Leonhard Hess Stejneger 1901. Ctenosaura bakeri ingår i släktet Ctenosaura och familjen leguaner. IUCN kategoriserar arten globalt som akut hotad. Inga underarter finns listade i Catalogue of Life.
Arten förekommer endemisk på ön Utila som tillhör Honduras. Den lever i mangroveskogar och i annan växtlighet nära stranden.